# Křížová cesta (přírodní rezervace)
Přírodní rezervace Křížová cesta (původně nazývána jako Rozsochatec, dnes hovorově Křížák) byla vyhlášena roku 1956. Nachází se v katastrálním území Dolního Adršpachu (mezi obcemi Adršpach a Zdoňov) v okrese Náchod. Je součástí chráněné krajinné oblasti Broumovsko a od roku 2005 spadá do soustavy Natura 2000 jako ptačí oblast, a to především kvůli ochraně kriticky ohroženého sokola stěhovavého a výra velkého. PR se rozkládá na Křížovém vrchu (666,8 m n. m.) na území o rozloze 13,7 hektarů. Předmětem ochrany je skalní město tvořené kvádrovými pískovci z období svrchní křídy s prvky pseudokrasového reliéfu a na ně vázaná lesní a skalní společenstva. Na vyhlídkovou plošinu nedaleko od vrcholu Křížového vrchu vede křížová cesta s litinovými reliéfy ze 17. století.

## Lokalita

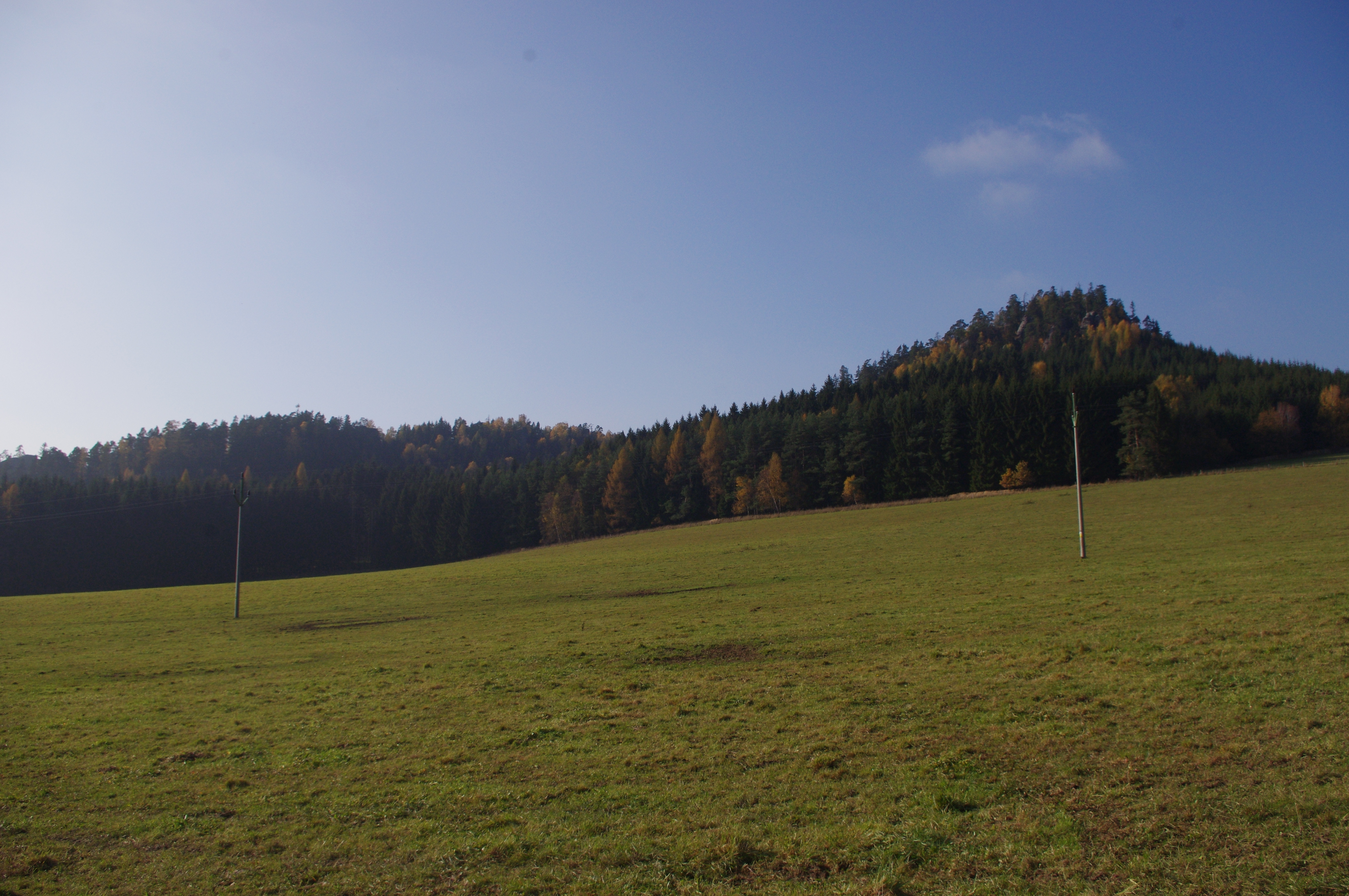
PR Křížová cesta

PR se rozkládá na katastrálním území Dolního Adršpachu v okrese Náchod. Je dostupná autem po silnici z Trutnova, Náchoda, Červeného Kostelce nebo Police nad Metují. Nedaleko od rezervace se nachází placené parkoviště. Jinou možnost přístupu představuje vlak na trase Trutnov – Teplice nad Metují. V dnešní době je toto místo atraktivnější hlavně pro lezce než pro turisty, kteří navštěvují komplex sousedních Adršpašsko-teplických skal. PR je tvořena skalními pilíři a věžemi. Z leteckého pohledu má podkovitý tvar a ve střední části je snížená. Na severní straně je tvořena Zdoňovským obloukem a přechází na jih protáhlým Křížovým hřebenem a zakončena je osamostatněnými Jižními věžemi.

## Historie
Pro území Křížového vrchu nebyly dochovány žádné historické spisy. Z historie přilehlých obcí lze však usuzovat, že se případné zásahy či změny týkaly i tohoto území, ale jedná se pouze o modelové vědecké představy. První zmínky o přetváření zdejší krajiny sahají do 13. století, kdy se těžilo dřevo při vzniku obcí Zdoňov a Adršpach a okolní krajina sloužila k pastvě. Od 16. století pak byly lesy využívány na výrobu dřevěného uhlí (převážně buk a jedle) a potaše (javor klen). V 17. století dochází k drastičtějším zásahům v důsledku rozšiřující se pastvy a poptávky po dřevě ze zámku v Teplicích nad Metují. Tyto zásahy přispěly k samovolnému rozšiřování smrku ztepilého (Picea abies), kterému vyhovují vytěžené plochy. Až v 18. století započalo kontrolované lesní hospodářství, kdy docházelo k introdukci modřínu a zalesňování holin, a to hlavně smrkem. Dlouholeté úpravy značně napomohly k negativní přeměně druhové skladby vegetace. V důsledku těchto úprav docházelo ke zhoršeným účinkům větrných kalamit, sněhovým a námrazovým polomům, na které pak navazovaly kůrovcové kalamity. Od 20. století začíná terén ovlivňovat hlavně horolezecká činnost. Zejména od 50. do 70. let byla oblast hojně navštěvována a s tím souvisí erozní jevy způsobené sešlapem a lokálním odlesňováním horolezci.

## Přírodní poměry

### Geologie

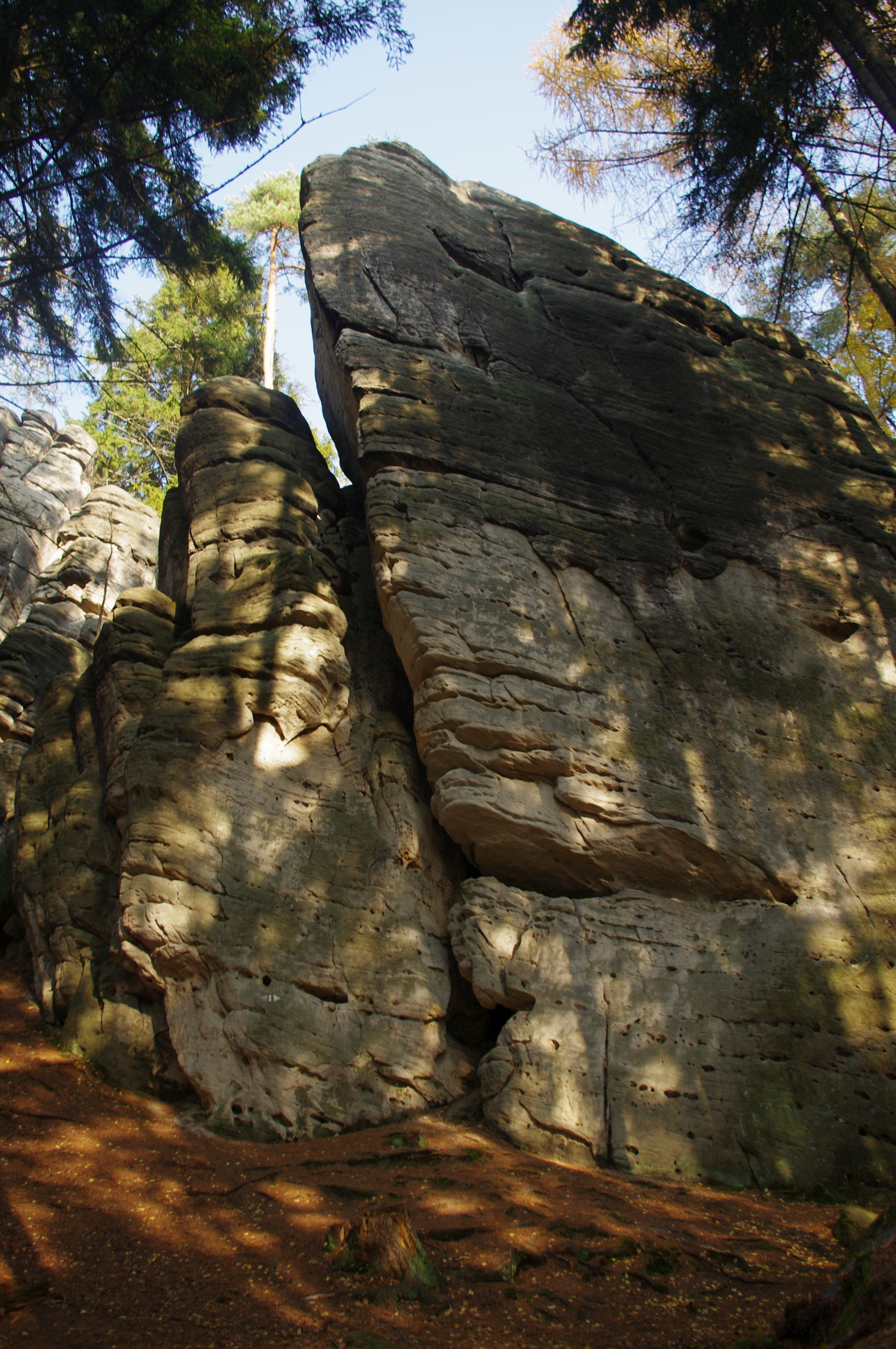
Skalní útvar s patrným šikmým zvrstvením

Oblast Křížového vrchu je geologicky význačnou lokalitou. Patří do severní části geomorfologického okrsku Polická pánev (část celku Broumovské vrchoviny a podcelku Polická vrchovina), jejíž horninový celek je tvořen křemitými kvádrovými pískovci středního turonu až koniaku. Jedná se o izolovanou rozrušenou kru kdysi souvislé tabule. Křížový vrch je oddělen údolní nivou řeky Metuje a Adršpašského potoka od Adršpašských skal. Pískovcové skalní útvary jsou sedimenty moře ze svrchní křídy z období druhohor (mezozoika). Území je tvořeno dvěma hřbety, které jsou erozními rýhami, vzniklými působením vody, vzduchu a slunce, rozděleny na skalní pilíře, věže, stěny a balvany. První částí jsou Jižní věže a Křížový hřbet tvořené skalními věžemi a pilíři s rozmanitou selektivní modelací. Druhým hřbetem je Zdoňovský oblouk vysokými věžemi a až 50 metrů vysokými údolními stěnami. Pravděpodobně díky místnímu klimatu a mikroklimatu vznikl na skalách členitější drobný reliéf. Důkazem toho je četný výskyt skalních říms, dutin a voštin. Významným jevem je šikmé zvrstvení pískovce. Na některých vrcholech skal byly objeveny fulgurity, což jsou viditelné stopy po úderu blesku.
Půdy jsou mladé. Většinou se jedná o litozemě v asociaci s podzolem arenickým. Zřídka se zde vyskytuje i silně kyselá kambizem arenická.

### Fauna
PR Křížová cesta je považována za významné území ze zoologického hlediska. Za zmínku stojí hlavně zástupci avifauny, díky kterým spadá PR Křížová cesta a další území Broumovska do soustavy Natura 2000 jako ptačí oblast, a to zejména z důvodu ochrany kriticky ohroženého sokola stěhovavého (Falco peregrinus) a ohroženého výra velkého (Bubo bubo). Oba tito dravci zde nehnízdí, ale pravidelně se vyskytují v severní oblasti PR – ve Zdoňovském oblouku, kde skalní dutiny zajišťují mnoha dalším druhům ptáků vhodné místo k hnízdění. V těchto místech je omezeno skalní lezení a zakázána možnost prvovýstupů z důvodu vyrušování. Na území se však vyskytuje dalších 18 zvláště chráněných druhů. Ze silně ohrožených ptáků zde hnízdí krahujec obecný (Accipiter nisus), pravidelně se zde vyskytuje holub doupňák (Columba oenas), chřástal polní (Crex crex), křepelka polní (Coturnix coturnix) a zaletuje do oblasti čáp černý (Ciconia nigra), kavka obecná (Corvus monedula) a včelojed lesní (Pernis apivorus). Z ohrožených druhů hnízdí v PR ťuhýk obecný (Lanius collurio) a krkavec velký (Corvus corax). Pravidelně se zde vyskytuje bramborníček hnědý (Saxicola rubetra), lejsek šedý (Muscicapa striata) a ořešník kropenatý (Nucifraga caryocatactes). Pravidelně zaletuje jestřáb lesní (Accipiter gentilis), vlaštovka obecná (Hirundo rustica) a nepravidelně zaletuje sluka lesní (Scolopax rusticola). Jako své zimní obydlí si vybírá PR brkoslav severní (Bombycilla garrulus). Mimo všechny tyto zvláště chráněné druhy obývá rezervaci na několik desítek běžných zástupců. Za zmínku stojí několik párů poštolky obecné (Falco tinnunculus), kteří hnízdí v severní stěně Zdoňovského oblouku.
Ze savců se zde žije liška obecná (Vulpes vulpes), srnec obecný (Capreolus capreolus), prase divoké (Sus scrofa), kuna skalní (Martes foina), kuna lesní (Martes martes) a ohrožená veverka obecná (Sciurus vulgaris).
Výslunná stanoviště skýtají vhodná útočiště pro plazy. Občas se zde můžeme setkat s kriticky ohroženou zmijí obecnou (Vipera berus) a častěji se silně ohroženou ještěrkou obecnou (Lacerta agilis).
Z bezobratlých lze najít brouky svižníky (Cicindela sp.) a lapací jamky mravkolvů (Myrmeleon sp.).

### Flóra

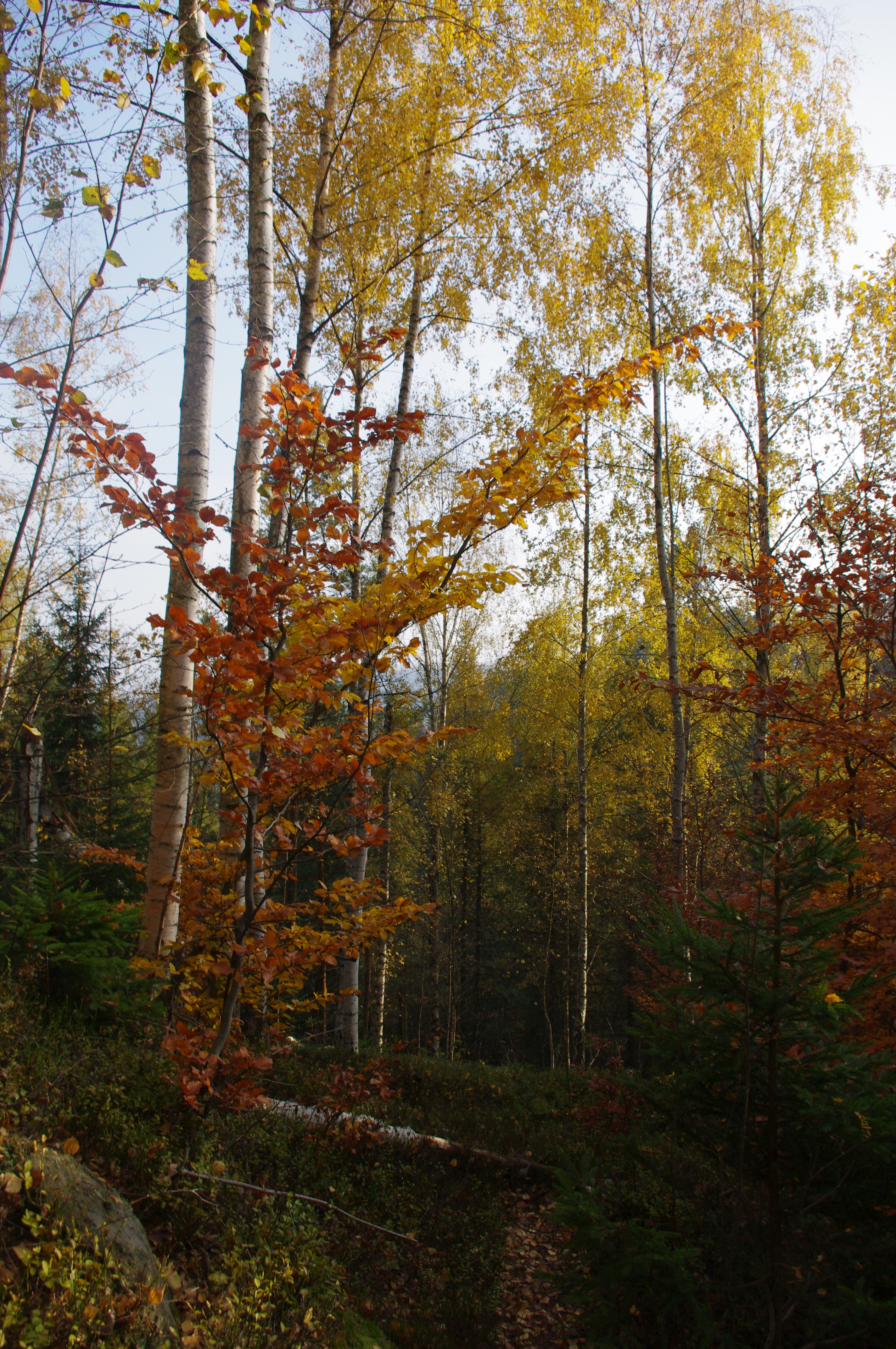
Březový porost v severní části PR

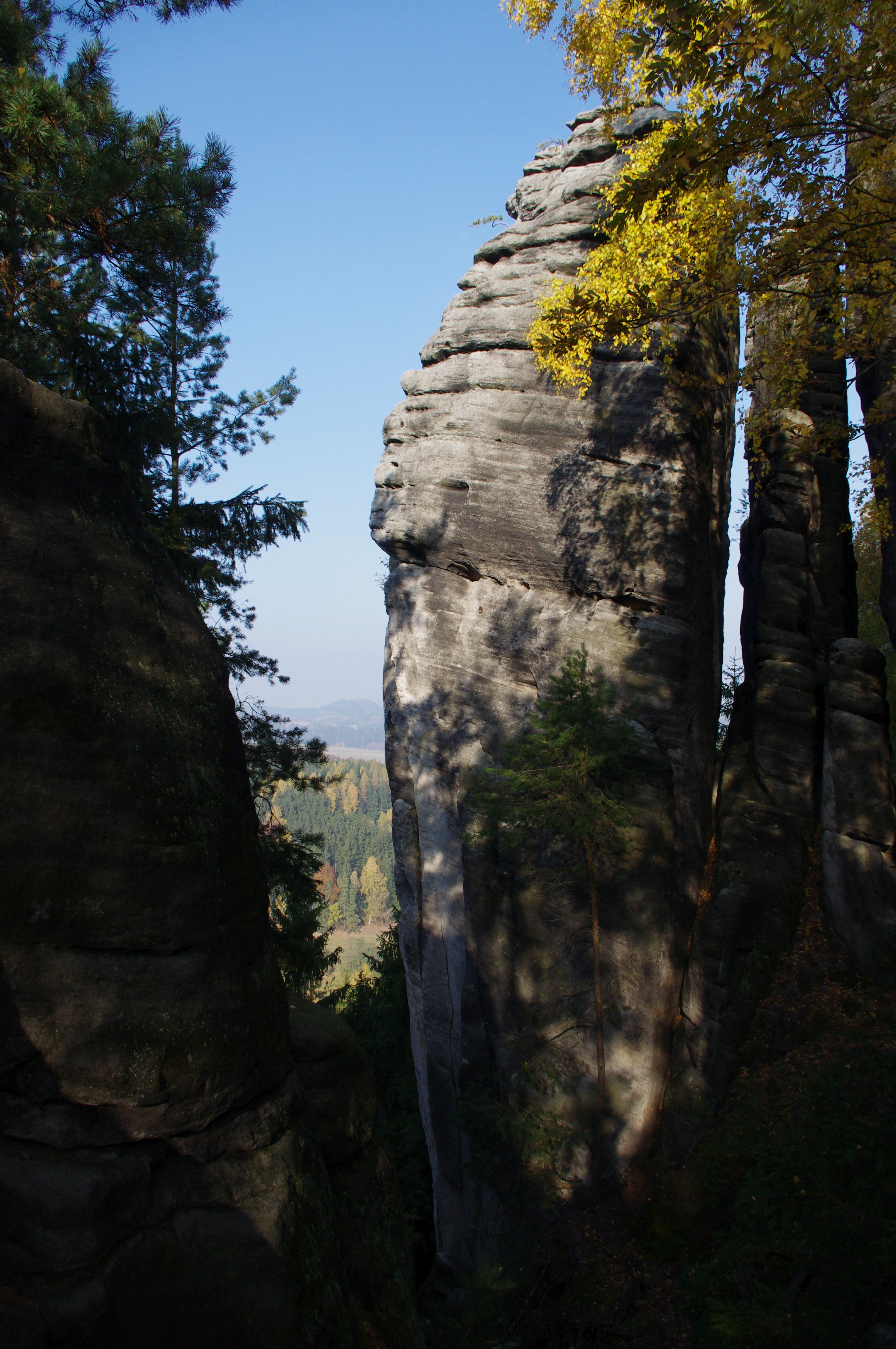
Vysoké věže Zdoňovského oblouku

Největší zastoupení ve skladbě lesa, který pokrývá většinu plochy PR, má borovice lesní (Pinus sylvestris), a to přes 50 %. Dalším významným lesním porostem je pak smrk ztepilý (Picea abies) – 30 %. A třetí v pořadí mají velké zastoupení břízy – 15 %. Jmenovitě je to bříza skalní (Betula celtiberica), bříza bílá (Betula pendula) a bříza pýřitá (Betula pubescens). Dále zde můžeme nalézt několik dalších zástupců stromového patra, jako je buk lesní (Fagus sylvatica), javor klen (Acer pseudoplatanus), jedle bělokorá (Abies alba) a jeřáb ptačí (Sorbus aucuparia). Z keřového patra je to pak krušina olšová (Frangula alnus).
Bylinné patro má poměrně chudé druhové složení a je zastoupeno převážně acidofilními druhy, jako je metlička křivolaká (Avenella flexulosa) a místy vřes obecný (Calluna vulgaris), které se objevují převážně ve štěrbinách skal. Při hranách skal a na odstíněných místech nalezneme keříčková společenstva patřící do svazu Vaccinion (chudá brusnicová společenstva mělkých půd), kam řadíme brusnici borůvku (Vaccinium myrtillus), brusnici brusinku (Vaccinium vitis-idaea) a vřes obecný (Calluna vulgaris). Dalšími zástupci acidofilních druhů je hasivka orličí (Pteridium aquilinium) a černýš lesní (Melampyrum sylvaticum). Na vlhčích a zastíněných stanovištích se objevuje ostřice šedavá (Carex canescens), třtina chloupkatá (Calamagrostis villosa), šťavel kyselý (Oxalis accetosella), přeslička lesní (Equisetum sylvaticum) a některé druhy kapradin, jako je kapraď rozložená (Dryopteris dilatata) a méně zastoupený osladič obecný (Polypodium vulgare).
Zajímavou složkou zdejší vegetace jsou mechorosty a lišejníky. I přes nedostatek vlhkých stanovišť se objevuje několik desítek druhů, ač podstatně méně než v sousedních Adršpašsko-teplických skalách, které se vyznačují vyšší vlhkostí. Z mechů stojí za zmínku křivonožka křehká (Campylopus fragilis), jejíž výskyt je v Adršpašsko-teplických skalách velmi vzácný. Dalším, avšak negativně významným druhem, je invazní rovnozub čárkovitý (Orthodontium lineare). Dále se v PR vyskytují běžné druhy mechů, jako je dvouhrotcovka lámavá (Dicranodontium denudatum), dvouhrotec chvostnatý (Dicranum scoparium), dvouhroteček různotvárný (Dicranella heteromalla), rokyt cypřišovitý (Hypnum cupressiforme), bělomech skalní (Leucobryum juniperoideum), ploník ztenčený (Polytrichum formosum), travník Shreberův (Pleurozium schreberi). Z játrovek můžeme nalézt například kryjnici Meylanovu (Calypogeia integristipula) ad. Z rašeliníků je to pak rašeliník Girgensohnův (Sphagnum girgensohnii) a rašeliník člunkolistý (Sphagnum palustre).
Lišejníky mají také omezené druhové složení. Je to hlavně způsobeno nedostatkem uzavřených hlubokých roklí a vlhčích stanovišť. Na území byl nalezen vzácnější druh artonie narůžovělá (Arthonia arthonioides). Vrcholy skal, které jsou turisticky dobře dostupné, pokrývá Arctoparmelia incurva, která u nás dosahuje hranice svého nejjižnějšího rozšíření. Dále bylo zběžně zjištěno 8 druhů dutohlávek (Cladonia), z nichž dva druhy jsou vzácnější a jsou typickými lesními zástupci okrajů a temen pískovcových skal, kde je nahromaděn detrit. Je to dutohlávka lesní (Cladonia arbuscula) a dutohlávka mnohoprstá (Cladonia polydactyla). Můžeme zde najít i terčovku skalní (Parmelia saxatilis), terčovku střechovitou (Parmelia omphalodes) a jiné.

## Horolezectví a turismus

### Horolezectví

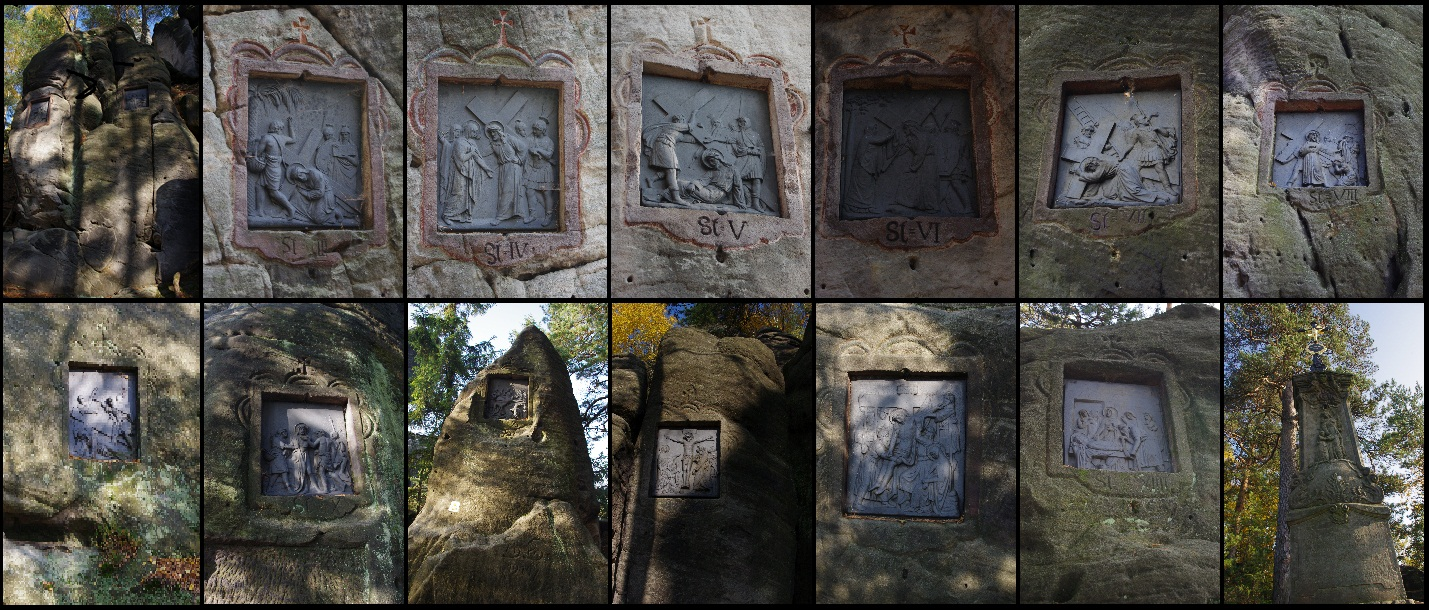
Barokní litinové reliéfy křížové cesty ze 17. století a pozlacený kříž

První prozkoumávání horolezeckého terénu na Křížovém vrchu (horolezci nazývaném jako Křižák) se datuje na počátek 20. století, kdy si horolezci Georg Richter a Rudolf Glatzer vyhlédli výraznou věž Maják (tehdy byla jimi pojmenována „Waldblössenturm“, neboli „Věž na mýtině“) a 20. srpna 1925 podnikli úspěšně svůj prvovýstup. O jiné věže se nepokoušeli. Během příštích osmi let se Maják dočkal dalších pěti přelezů. Pátý přelez uskutečnili horolezci Wilhelm Taubert, Edmund Oehme a Hellmuth Rieger dne 10. září 1935. Ve stejný den se tito 3 horolezci zasloužili o druhý prvovýstup na Křížovém vrchu – na Ústeckou věž. Vrcholová knížka z Ústecké věže se pravděpodobně ztratila, a proto lze až do 50. let 20. století historii lezení na Křižáku odhadovat pouze z vrcholové knihy z Majáku. První český přelez se uskutečnil roku 1949. Od padesátých let započíná éra českých prvovýstupů, kdy se František Čepelka a Rudolf Ziedler zasloužili 16. října 1957 o první (v pořadí třetí) prvovýstup, a to na Křížovou věž. Od té doby se i další čeští horolezci zasloužili o nespočet prvovýstupů a o zajištění pro současné lezce. Ještě dnes jsou na Křížovém vrchu možnosti nových prvovýstupů, a dokonce i na nové věže. Od snadných cest po velmi těžké.
Dnes je na Křížovém vrchu popsáno celkem 153 skal a věží a na nich 914 cest ve stupnici UIAA (Union Internationale des Associations D'Alpinisme) od lehkých po neobyčejně těžké. Z toho více než polovina se nachází na Křížovém hřebeni. V oblasti Zdoňovského oblouku je zákaz prvovýstupů a samotné lezení je značně omezeno z důvodu rušení hnízdícího ptactva. Pouze na věžích Bezzubá, Lehkotěžká stěnka, Borová, Tučňák, Eskymák a Eskymačka je lezení povoleno celoročně. U ostatních věží jsou časové možnosti lezení vyznačeny v terénu. Na zbytku území je lezení celý rok bez omezení nebo je časová možnost vyznačena v terénu. V rezervaci jsou také umístěny 2 schránky s nosítky a základním obvazovým materiálem první pomoci. Jedna se nachází pod Květnovou a druhá je na začátku Křížové cesty na západním okraji věže Klášter. Území je hojně lezecky využíváno a to především na skalách s jižní expozicí, které rychleji osychají a poskytují tak kvalitní sportovní využití od časného jara až do podzimu. S tím také souvisí negativní vlivy, jako je sešlap okolí, odcloňování a odlesňování skal samotnými horolezci, které má za účinek změnu mikroklimatu, a tím ohrožování skalních společenstev.

### Turismus

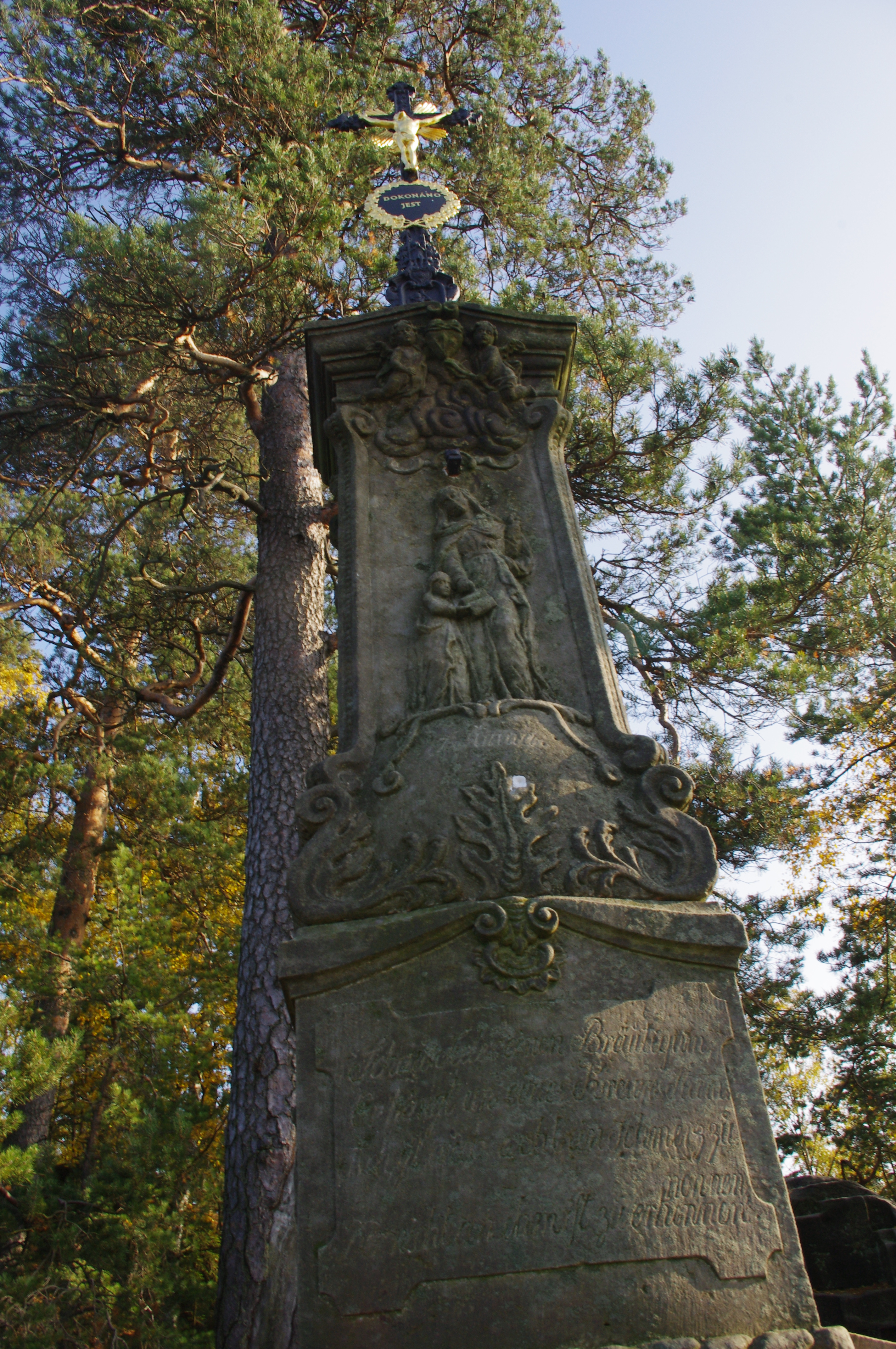
Barokní kříž z roku 1857 na pískovcovém podstavci

Okolo Křížového vrchu vede žlutá turistická značka, která začíná u Hotelu Lesní zátiší v Dolním Adršpachu, kde se nachází rozcestí turistických značek, a končí na silnici u obce Zdoňov, po které se dá pohodlně dojít zpět do Adršpachu. Celá trasa měří asi 3,5 kilometru. Ze žluté značky se asi po 1 kilometru chůze odděluje zelená turistická značka, po které stoupá půl kilometru dlouhá pěšina na vyhlídkovou plošinu. Druhou polovinu cesty lemují barokní litinové reliéfy křížové cesty ze 17. století, které jsou zasazené do skalních útvarů. V některých místech je nutné překonávat do skal vytesaná schodiště a stupy a příkré dřevěné schody. Na vyhlídce se nachází pozlacený kříž na pískovcovém podstavci z roku 1857 s plastikami svaté Anny, Josefa a Jana Nepomuckého. Vyhlídka nabízí pohled na Zdoňov, Mirošovské stěny a při dobrých podmínkách i na Krkonoše.
Po PR se lze pohybovat po síti udržovaných cestiček a pěšin. Ty hlavní jsou značené červenými body na skalách a stromech. Po jedné z takových pěšin lze projít okolo Jižních věží, přes Křížový hřeben, okolo Zdoňovského oblouku, Medvědími kouty a Centrální roklí se vrátit k věži Bezzubá, která je na pomezí Zdoňovkého oblouku Křížového hřebene.
Oblast PR Křížová cesta je dnes atraktivnější spíše pro horolezce než pro turisty, kteří daleko častěji míří do sousedních Adršpašsko-teplických skal, které se těší masovému zájmu. V rezervaci turisté nejčastěji navštěvují křížovou cestu vedoucí na vyhlídkovou plošinu s barokním křížem.

## Ochrana
Hlavním cílem je zachování rostlinných a živočišných společenstev vyskytujících se na území PR. S tím souvisí některá opatření zabraňující vyrušování ptáků. K tomu už bylo přikročeno v omezení pohybu a horolezecké činnosti v oblasti Zdoňovského oblouku. V případě zahnízdění sokola stěhovavého budou učiněna přísnější opatření. Nebudou zde zřizovány nové stezky. Je nutné zpevňovat ty původní a odklonit pohyb turistů z míst, kde by se mohla zhoršit eroze.